# Ronee Blakley
Ronee Blakley (Nampa, 24 agosto 1945) è una cantautrice, musicista e attrice statunitense.
È anche compositrice, produttrice, sceneggiatrice e regista. Nel 1984 come co-regista ha realizzato con Wim Wenders, con cui è stata sposata dal 1979 al 1981, il docu-drama biografico intitolato, appunto, Docu Drama.

## Biografia
Attrice ed interprete del repertorio country della folk music americana, debuttò nel cinema nel 1970 nel film Wilbur and the Baby Factory del regista Tom McGowan. Il suo secondo film, del 1975, fu Nashville, di Robert Altman, nel quale impersonò il ruolo di Barbara Jean, una cantante country. Alcune delle sue canzoni vennero incluse nella raccolta della colonna sonora. L'interpretazione le valse l'anno successivo il premio del National Board of Review Award alla miglior attrice non protagonista e la nomination sempre come migliore attrice non protagonista ai BAFTA, ai Golden Globe e al Premio Oscar.
Autrice di canzoni destinate a colonne sonore, come cantante ha fatto parte della Rolling Thunder Revue di Bob Dylan cantando nel suo album Desire. La tournée è immortalata in The Bootleg Series Vol. 5: Bob Dylan Live 1975, The Rolling Thunder Revue e nel film Renaldo and Clara, in cui la cantante appare nel ruolo di Mrs Dylan. Ha collaborato anche con Ian Underwood, dei The Mothers of Invention.
Per il cinema ha interpretato inoltre Driver l'imprendibile e Nightmare - Dal profondo della notte, ma la sua carriera cinematografica ha subito un calo ed è finita a recitare in piccole produzioni, anche televisive.

## Discografia
- Ronee Blakley (1972, Elektra, redistribuito da Collector's Choice nel 2006)
- Nashville (1975, colonna sonora, MCA Records)
- Welcome (1975, Warner Bros., redistribuito da Collector's Choice nel 2006)
- I Played It for You (2007, RBPI-CDBaby.com)
- Freespeak (2008, RBPI-CDBaby.com)
- Lightning Over Water (2008, colonna sonora, RBPI-CDBaby.com)
- Ronee Blakley Live at the Mint (2008, live, RBPI)
- River Nile (2009)
- Grief Holes (2009)

## Filmografia
- Wilbur and the Baby Factory, regia di Tom McGowan (1970)
- Nashville, regia di Robert Altman (1975)
- Driver l'imprendibile (The Driver), regia di Walter Hill (1978)
- Baltimore Bullet, regia di Robert Ellis Miller (1980)
- Nightmare - Dal profondo della notte (A Nightmare on Elm Street), regia di Wes Craven (1984)

## Doppiatrici italiane
- Paila Pavese in Driver l'imprendibile
- Maria Pia Di Meo in Baltimore Bullet
- Angiola Baggi in Nightmare - Dal profondo della notte